# Nordpfalz

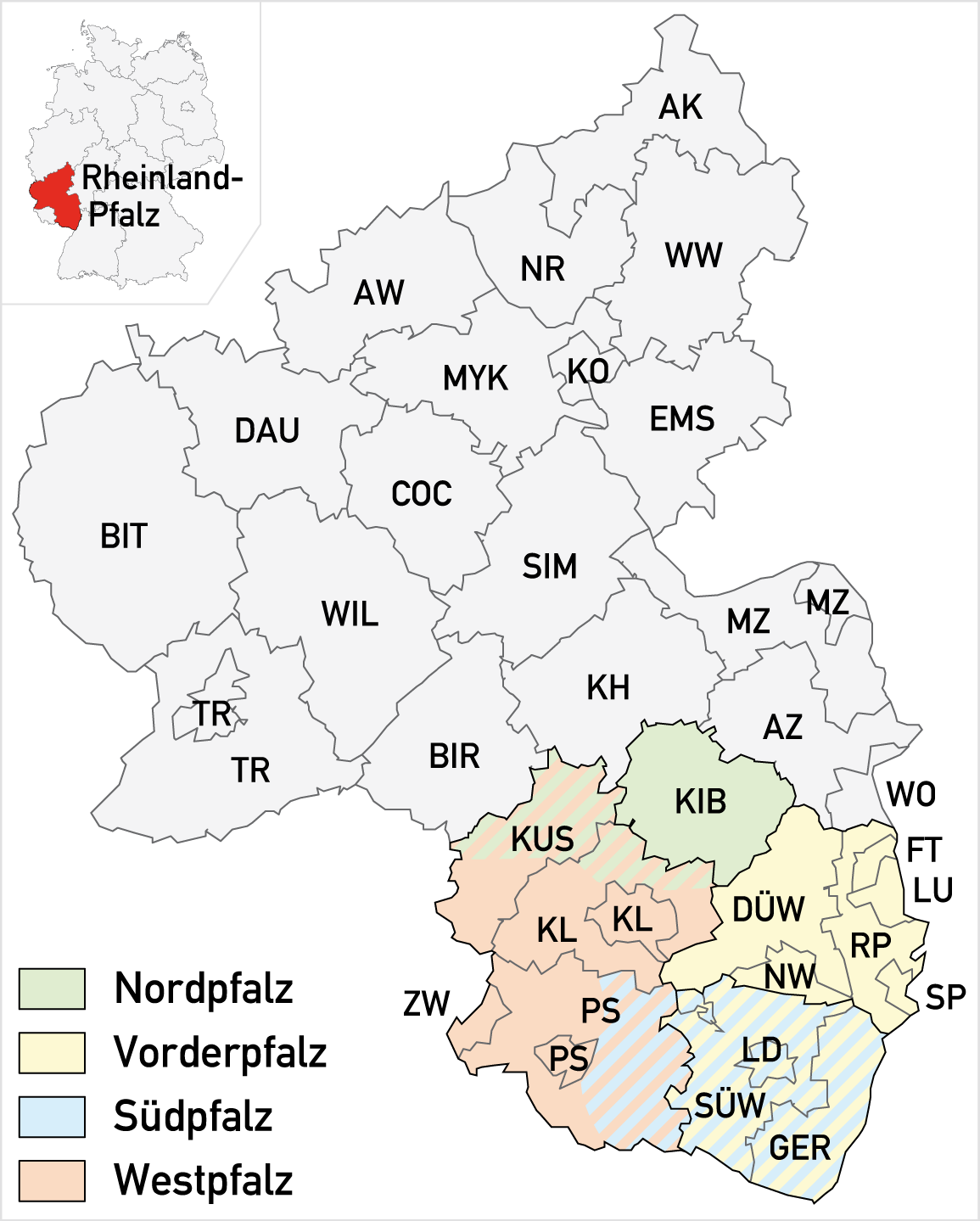
Rheinland-Pfalz mit der
Lage der Nordpfalz

Die Nordpfalz ist mit knapp 650 km² Fläche die kleinste Landschaft in der rheinland-pfälzischen Region Pfalz.

## Geographie
Wie der Name Nordpfalz bereits sagt, bildet die Landschaft den Nordteil der Pfalz. Nahezu ihre gesamte Fläche wird vom Nordpfälzer Bergland eingenommen, aus dem das Massiv des Donnersbergs mit 686,5 m ü. NHN emporragt.
Die wichtigsten Flüsse sind der Glan und die Alsenz, die in Süd-Nord-Ausrichtung der unteren Nahe von rechts zufließen. Weiter östlich tun dies die ebenfalls nach Norden ausgerichteten, etwas kleineren Flüsse Appelbach und Wiesbach.
Weitere Landschaften der Pfalz sind die Vorderpfalz, die Südpfalz und die Westpfalz. Zentral dazwischen und sich teilweise mit den anderen Landschaften überlappend liegt der Pfälzerwald.

## Landkreise
Bei der rheinland-pfälzischen Gebietsreform (ab 1969) wurden die beiden seinerzeitigen Landkreise Kirchheimbolanden (Autokennzeichen KIB) und Rockenhausen (Autokennzeichen ROK) zusammengelegt. Seitdem besteht die Nordpfalz nur noch aus einem einzigen Landkreis:
- Donnersbergkreis (Autokennzeichen KIB und ROK) mit der Kleinstadt Kirchheimbolanden als Verwaltungssitz

Gelegentlich wird auch der südwestlich angrenzende Landkreis Kusel (Autokennzeichen KUS) zur Nordpfalz gezählt, meist jedoch wird er der Westpfalz zugeordnet.
Beim ersten Schritt der Gebietsreform wurden einige zur Nordpfalz gehörende Ortsgemeinden anderen Landkreisen zugeordnet:
- Altenbamberg, Callbach, Duchroth, Ebernburg, Feilbingert, Hallgarten, Hochstätten, Lettweiler, Oberhausen, Odernheim und Rehborn vom Landkreis Rockenhausen zum Landkreis Bad Kreuznach (Autokennzeichen KH)
- Neuhemsbach und Sembach vom Landkreis Rockenhausen zum Landkreis Kaiserslautern (Autokennzeichen KL)
- Mauchenheim vom Landkreis Kirchheimbolanden zum Landkreis Alzey-Worms (Autokennzeichen AZ)
- Rodenbach vom Landkreis Kirchheimbolanden zum Landkreis Bad Dürkheim (Autokennzeichen DÜW)

In einem zweiten Schritt erfolgten teilweise noch Eingemeindungen oder Anschlüsse an Verbandsgemeinden.

## Städte
Die Nordpfalz ist nur dünn besiedelt. Die drei bevölkerungsreichsten Städte haben alle weniger als 10.000 Einwohner:
- Eisenberg
- Kirchheimbolanden
- Rockenhausen

## Sonstiges
Der Nordpfälzer Geschichtsverein, der seinen Sitz in Rockenhausen hat, kümmert sich seit 1904 um das historische Erbe der Region. Er publiziert heimatkundliches Schrifttum und betreibt das Nordpfälzer Heimatmuseum in Rockenhausen.